# Burkhardt Tschudi
Burkhardt Tschudi (Schwanden, 13 marzo 1702 – Londra, 19 agosto 1773) è stato un cembalaro svizzero, costruttore di clavicembali e fortepiani   a Londra.

## Biografia
Burkhardt Tschudi, alias Burkat Shudi, apparteneva alla antica famiglia degli Tschudi originaria del cantone di Glarona in Svizzera, dove il padre faceva il falegname.
Entrò giovanissimo nella bottega della famiglia "Ruckers" a Anversa nelle Fiandre, che era annoverata tra i maggiori costruttori di clavicembali del XVII secolo.
Nel 1718 all'età di 16 anni emigrò in Inghilterra dove a Soho, allora quartiere povero di Londra, andò a bottega presso Hermann Tabel, costruttore di clavicembali.

Nel 1728 si mise in proprio e i suoi strumenti furono subito molto apprezzati sia da compositori famosi come Wolfgang Amadeus Mozart, Franz Joseph Haydn e Georg Friedrich Händel, che divenne amico di famiglia, sia dalla corte inglese, dall'imperatrice Maria Teresa d'Austria e dal re Federico II di Prussia. A sottolineare il prestigio raggiunto, nel 1742 si fece ritrarre, nel suo salotto seduto al clavicembalo attorniato dalla famiglia, dal pittore tedesco Carl Marcus Tuscher (1705-1751). 

Tra i suoi collaboratori ebbe Johann Christian Zumpa (1735-1800), che era stato a bottega presso Gottfried Silbermann.

Zumpa era emigrato a Londra durante la cosiddetta “guerra dei 7 anni” e contribuì a perfezionare la meccanica dello strumento fabbricato e divulgato da Burkhardt Tschudi.

Nel 1769 questi dette in sposa sua figlia Barbara a John Broadwood (1732-1812), uno stipettaio che nel 1761 all'età di 29 anni si era trasferito a Londra dalla natia Scozia.

Nel 1770 si mette in società con il genero che alla sua morte continuerà l'attività perfezionando ulteriormente lo strumento con l’introduzione del pedale. 

L'azienda ereditata dal nipote di Burkhardt Tschudi, Henry Fowler Broadwood (1811–1893), che perfezionerà ulteriormente quello che ormai è un pianoforte moderno, è l'odierna azienda John Broadwood & Sons, che dopo aver dominato il mercato del settore per tutto il XIX secolo è tuttora in attività